# Ossenreyerstraße 4 (Stralsund)
Das Haus mit der postalischen Adresse Ossenreyerstraße 4 ist ein unter Denkmalschutz stehendes Gebäude in der Ossenreyerstraße in Stralsund, an der Ecke zur Ravensberger Straße.

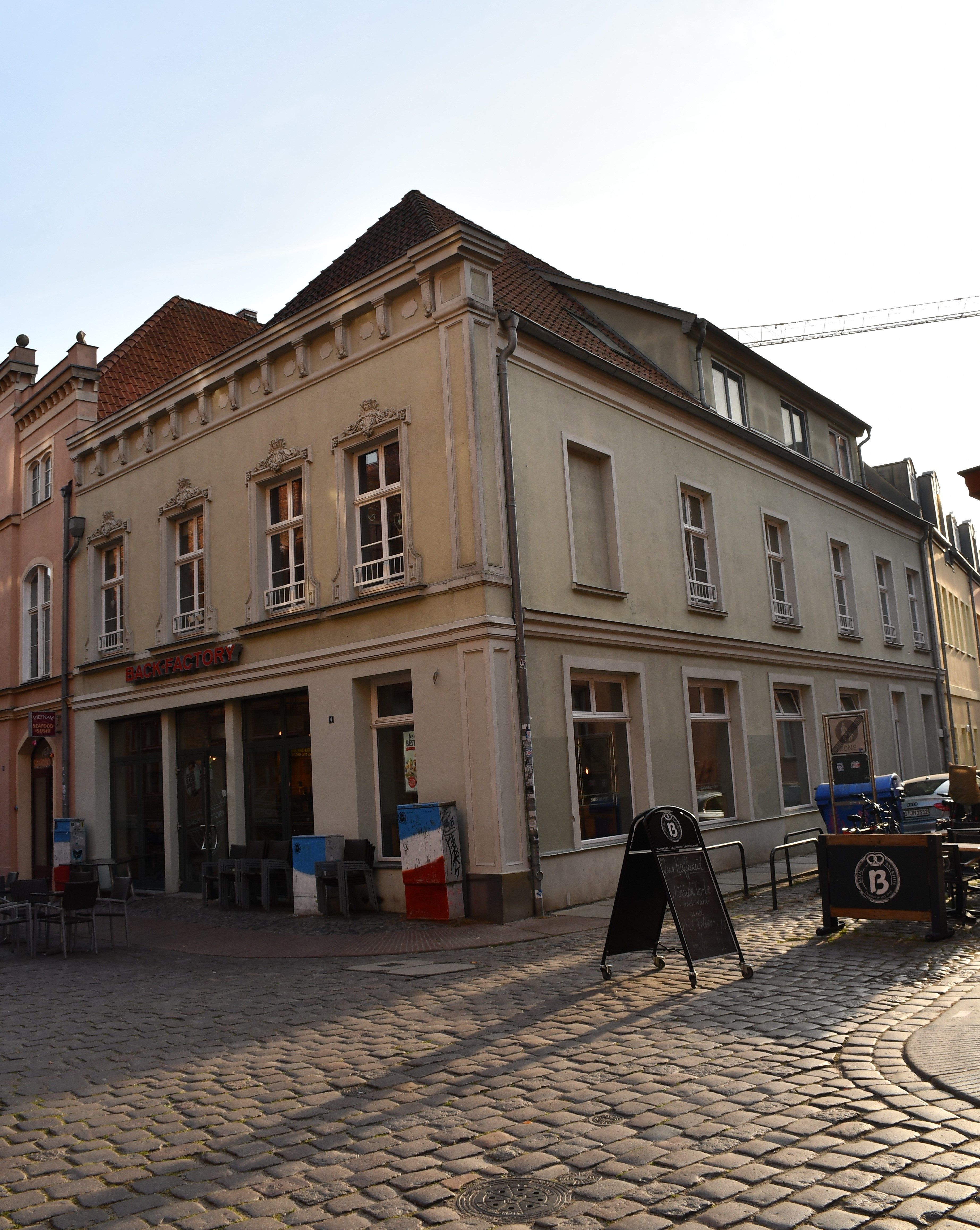
Haus Ossenreyerstraße 4 in Stralsund (2023)

Der zweigeschossige verputzte Eckbau nahe dem Stralsunder Rathaus entstand in seiner heutigen Form bei einem Umbau des aus dem Jahr 1733 stammenden Giebelhauses im Jahr 1865. Der Giebel zur Ossenreyerstraße wurde dabei abgetragen, die zum Rathaus weisende vierachsige Fassade wurde neu gegliedert; die Ecke zur Ravensburger Straße ist durch Lisenen betont, die Fenster im Obergeschoss sind aufwändig umrandet und ein Konsolfries als Abschluss ausgeführt. Die sechsachsige Fassade zur Ravensburger Straße ist schlichter gestaltet.
Das Haus liegt im Kerngebiet des von der UNESCO als Weltkulturerbe anerkannten Stadtgebietes des Kulturgutes „Historische Altstädte Stralsund und Wismar“. In die Liste der Baudenkmale in Stralsund ist es mit der Nummer 618 eingetragen.